# Только не в губы
«Только не в губы» (фр. Pas sur la bouche) — музыкальная комедия режиссёра Алена Рене 2003 года.

## Сюжет
Во время визита в США Жильбер встречает своего первого мужа, американца Эрика Томсона. Брак был неудачным. Но этот союз не был узаконен французским консулом и потому не признаётся во Франции. Возвращаясь в Париж, Жильбер выходит замуж за Жоржа Валандри, богатого металлурга.
Только сестра Жильбер, Арлетт Пумайак, ещё незамужняя, знает её секрет, но, по совпадению, Жорж Валандри вступает в деловые отношения с Эриком Томсоном и начинает дружить с ним.

## В ролях
| Актёр          | Роль              |
| -------------- | ----------------- |
| Сабина Азема   | Жильберт Валандри |
| Изабель Нанти  | Арлетт            |
| Одри Тоту      | Югетт Вербери     |
| Пьер Ардити    | Жорж Валандри     |
| Ламбер Вильсон | Эрик Томпсон      |
| Дарри Коул     | мадам Фоин        |